# Sirok
Sirok är en ort i Ungern.   Den ligger i provinsen Heves, i den norra delen av landet, 100 km nordost om huvudstaden Budapest. Sirok ligger 173 meter över havet och antalet invånare är 2 068.
Terrängen runt Sirok är platt åt nordost, men åt sydväst är den kuperad. Runt Sirok är det ganska tätbefolkat, med 58 invånare per kvadratkilometer. Närmaste större samhälle är Eger, 13,3 km öster om Sirok. Omgivningarna runt Sirok är en mosaik av jordbruksmark och naturlig växtlighet.